# Тесля Андрій Юхимович
Тесля Андрій Юхимович (нар. 1880 р. в с. Степанівці, Василівської волості, Полтавського повіту, Полтавської губернії) — громадсько-політичний діяч, депутат Першої Державної Думи Російської імперії (1906), публіцист.

## Біографія
Тесля Андрій Юхимович народився 1880 р. на Полтавщині.
З дитинства проявляв інтерес до навчання.
У 1898 р. закінчив школу садівництва в Полтаві. Рік навчався в Уманському землеробському училищі (1899), потім — працював викладачем у Полтавській школі садівництва. 1901 р. перейшов в Костянтиноград, на ту ж посаду.
Проходив військову службу на Закавказзі.
1906 обраний депутатом І Державної думи Російської імперії від Полтавської губернії, входив до складу Трудової групи. За підписання «Виборзької відозви» був засуджений до тримісячного ув'язнення.
Редактор-видавець газети «Селянський депутат» (1906).

## Діяльність уІ Державній думі

### Членство в комісіях
- комісія з виконання державною розпису (видатків та зборів);
- комісія для розбору кореспонденції.

### Підписання заяв та підтримка законопроєктів
- про громадянську рівність;
- про необхідність утворення місцевих аграрних комітетів;
- про порядок занять Державної думи;
- земельний законопроєкт 33-х.

### Виступи
- неодноразово підписувався під заявами про внесення запиту щодо порушення громадянських прав та свобод;

- виступав з приводу адреси-відповіді імператору Миколі ІІ (автор поправок про зрівняння селян в правах, про запровадження загального навчання (в подальшому зняв цю поправку);

- брав участь в обговоренні аграрної реформи (автор поправок про зрівняння селян в правах).

## ІІ Державна дума
За підписання Виборзької відозви був позбавлений права обиратися до ІІ Державної думи (1907), однак у період її роботи активно співпрацював з трудовиками, сприяв об'єднанню Трудової групи та Селянського союзу в єдину фракцію (деякий період працював її секретарем).

## Визвольні змагання
За спогадами Микити Мандрики у серпні 1918 року Андрій Тесля разом з дружиною перебував у Краснодарі, де опікувався господарською частиною газети «Рідна Земля». Після прибуття на Кубань міністра-резидента Української держави при Кубанському уряді Федора Боржинського, Тесля стає спочатку його радником, а потім секретарем. На той час Мандрика теж перебував у Краснодарі, де підтримував стосунки з Теслею. Наприкінці січня 1919 року Боржинський виїхав з Краснодара до Києва, щоб отримати інструкції щодо подальшої роботи на Кубані від Директорії. 13 лютого 1919 року на станції Волноваха фірмовий вагон посла оточили солдати Добровольчої армії. Боржинського з підлеглими із дипломатичної місії вивезли до Юзівки. Серед них були подружжя Тесля, радник міністра-резидента, відомий кооператор Микола Левитський та інші. Всі заарештовані були передані військово-польовому суду. Боржинського звинуватили у зраді: полковник російської армії перейшов до «сепаратистів-зрадників». А. Ю. Теслю звинувачували в антидержавній діяльності під час війни, у цьому ж звинувачували і М. В. Левитського. Решта заарештованих були виправдані ще слідством. Суд засідав уночі 14 лютого. Боржинського засудили до розстрілу і тієї ж ночі дипломат був розстріляний денікінцями. А. Ю. Тесля за словами Миколи Левитського на суді заявив, що він у складі місії не був, а записався туди фіктивно з метою пробратися в Лубни, звідки він повинен був втікати від переслідування української влади і німців; що він ніколи українцем (в сенсі політичних устремлінь) не був і не вважає себе таким; що він завжди був російським патріотом; з Боржинським нічого спільного не має. Після цього він був виправданий. Самого Левитського, за його словами, звільнили від покарання через його старість. Після цього подружжя Тесля і Левитський були відправлені до Ростова. Все це  розповів Микиті Мандриці Микола Левитський, коли зустрів його у лютому 1919 року в Ростові.
Подальша доля А. Ю. Теслі невідома.